# Greetings & Salutations from Less Than Jake
Greetings & Salutations from Less Than Jake is een verzamelalbum van de Amerikaanse ska-punkband Less Than Jake. Het album werd uitgegeven op 15 oktober 2012 in Europa (via Rude Records) en op 8 januari 2013 in de Verenigde Staten (via Fat Wreck Chords). Het album bevat de voorgaande twee uitgegeven ep's Greetings from Less Than Jake (2011) en Seasons Greetings from Less Than Jake (2012) en twee niet eerder uitgegeven nummers die tijdens dezelfde opnamesessies zijn opgenomen, namelijk "Flag Holders Union" en "View from the Middle".

## Nummers
1. "The New Auld Lang Syne" - 3:34
2. "Younger Lungs" - 3:11
3. "Goodbye, Mr. Personality" - 3:29
4. "A Return to Headphones" - 2:48
5. "Harvey Wallbanger" - 3:06
6. "Flag Holders Union" - 2:36
7. "Can't Yell Any Louder" - 1:41
8. "View from the Middle" - 2:18
9. "Oldest Trick in the Book" - 3:09
10. "Done and Dusted" - 3:12
11. "Finer Points of Forgiveness" - 2:35
12. "Life Led Out Loud" - 2:39

## Band
- Chris Demakes - zang, gitaar
- Roger Manganelli - zang, basgitaar
- Peter Wasilewski - saxofoon
- Buddy Schaub - trombone
- Vinnie Fiorello - drums